# Akane Maniax
Akane Maniax: Nagareboshi densetsu gōda (アカネマニアックス～流れ星伝説剛田～?) è uno spin-off di Kimi ga nozomu eien, nato inizialmente come videogioco per computer (realizzato dallo studio âge) e adattato in seguito come set di 3 OAV nel 2004.
Per la fruizione di questi OAV è importante conoscere la trama del precedente Kimi ga nozomu eien.

## Trama
La storia ha inizio successivamente agli avvenimenti narrati in Kimi ga Nozomu Eien e si concentra su Akane, la sorella della sfortunata Haruka. In realtà però il personaggio principale della storia è Jōji Gōda, un ragazzo che si trasferisce nella stessa scuola di Akane con l'obiettivo di far vincere la squadra di baseball ponendosi come leader, ma dimenticando che essendo quello l'ultimo anno, non riuscirà mai nel suo intento (le partite si svolgono d'estate infatti).
Il ragazzo scoppia in lacrime, ma si risolleva immediatamente non appena vede Akane a cui confida davanti a tutta la classe di amarla. Questa lo tratta freddamente e da quel momento Gōda continua a perseguitarla dimostrandole in ogni modo il suo amore, non facendo altro che infastidirla e ricoprirla di ridicolo davanti ai suoi compagni. Finché un giorno Gōda non decide di iscriversi al club di nuoto per starle vicino e Akane impara una lezione che la risolleverà dallo stato in cui era caduta dopo la tragedia vissuta in famiglia.

## Personaggi principali
- Jōji Gōda - giocatore di baseball di una determinazione incrollabile. Si innamora perdutamente di Akane e la perseguita. Ha sovente delle fantasie ad occhi aperti (che sembrano portargli via molto tempo) in cui si immagina pilota di un robot con cui combatte per salvare la sua amata da un non ben definito personaggio diabolico. Non si preoccupa se la gente pensa che in realtà sia stupido.
- Akane Suzumiya - Akane è particolarmente depressa per via della sciagura che ha colpito la sua famiglia e per le azioni compiute verso Haruka e gli altri suoi amici. Sebbene dapprima pensi che Jōji Gōda sia solo una seccatura, col tempo impara ad apprezzare le caratteristiche peculiari del suo carattere.

## Episodi
1. Jouji Stands in Hakuryou (城二 白陵に立つ)
2. Gouda Jouji, Join the Club (剛田城二入部せよ)
3. Farewell, Oh Beloved Jouji (さらば愛しき城二よ)

## Sigle

### Videogioco
1. Tekkumen no Uta (テックメンの歌) - di Takayuki Miyauchi
2. Muv-Luv (マブラヴ) - di Minami Kuribayashi

### OAV
- Apertura: beginning - di Minami Kuribayashi
- Chiusura (ep 1 e 2): Arigato... (ありがと…) - di Kaori Mizuhashi
- Chiusura (ep 3): Muv-Luv (マブラヴ) - di Minami Kuribayashi